# Natura 2000-område nr. 94 Rinkenæs Skov, Dyrehaven og Rode Skov
 Natura 2000-område nr. 94 er et Natura 2000-område der består af habitatområdet H83, og fuglebeskyttelsesområde F68 og er på ca. 864 hektar, der for en stor del er statsejet. Natura 2000-området er for den største del beliggende i Sønderborg Kommune og en lille del i Aabenraa Kommune. Området ligger nord og vest for byen Gråsten.
Området er en del af Vandplan 1.11 Lillebælt/Jylland.

## Beskrivelse
Det er et morænelandskab, der især vest for byen er kraftigt kuperet. I dalene/slugterne løber vandløb, som flere steder et stemmet op til kunstige søer og damme. Området består af flere skove: Rinkenæs Skov, Dyrehaven, Tralskov og Roden Skov, der tilsammen kaldes Gråstenskovene. Størstedelen af området er ejet af staten. Slotssøen ved Gråsten Slot er også en del af Natura 2000-området.
Det er hovedsageligt gammel løvskov, men flere steder er der større sletter med overdrevspræg, og eng- eller rigkærspræg.
Oprindeligt var Gråsten Slotssø et nor, men det blev i 1600-tallet afskåret fra Flensborg Fjord ved anlæg af to dæmninger og omdannet til en ferskvandssø. Kujborg Dam og Storedam er lavvandede
damme anvendt til opdræt af karper. I Rinkenæs Skov ligger de opstemmede "Prinsesse-Søer". I Rinkenæs Skov ligger også en lille mosesø, Ravnsmose, der er dannet ved opstemning. Desuden rummer skovområderne et stort antal småsøer.
Store dele af skoven er gammel, med en del bøgebevoksninger og lidt færre egebevoksninger over 100 år. De store gamle træer er opholdssted for flere arter af flagermus. Omkring en fjerdedel af
skovarealet udgøres af bøg, eg og ask, og resten er nåleskov.
Ved bronzealderhøjen Hjertehøj ved nordenden af Dyrehaven, blev 16 ha. fredet i 1925, for at sikre udsigten til højen og bevare det naturskønne område, gamle ege samt en trægruppe på højen.

## Eksterne kilder og henvisninger
1. ↑  Vandplan 2009-2015, Lillebælt/Jylland, Hovedvandopland 1.11 Arkiveret 1. februar 2017 hos  Wayback Machine på svana.dk
2. ↑  Om fredningen af Hjertehøj og dens omgivelser på fredninger.dk

- Naturplanen Arkiveret 13. februar 2017 hos  Wayback Machine
- Basisanalysen 2016-21 Arkiveret 13. februar 2017 hos  Wayback Machine